# Morley (Missouri)
Morley – miasto w Stanach Zjednoczonych, w stanie Missouri, w hrabstwie Scott.